# Rudolf Pöhler
Rudolf Pöhler (* 16. Mai 1874 in Iserlohn; † 9. Mai 1961 in Pforzheim) war ein deutscher Politiker der SPD.

## Leben und Beruf
Pöhler erlernte den Beruf des Metallschleifers. 1906 wurde er Sekretär des Deutschen Metallarbeiter-Verbandes, dem er 1896 beitrat. 1909 zog er nach Pforzheim, wo er sich 1914 an der Gründung der Baugenossenschaft Arlinger beteiligte, zeitweise gehörte er dort dem Vorstand an und war deren Vorsitzender. Ferner war er Beisitzer beim Oberversicherungsamt Karlsruhe. Am 19. Juli 1933 wurde er im Zuge der Gleichschaltung der Gewerkschaften wurde er am 19. Juli 1933 aus seinem Amt als Gewerkschaftssekretär entlassen und blieb bis zum Ende des NS-Regimes arbeitslos. Im August 1944 wurde er im Rahmen der „Aktion Gitter“ in sogenannte „Schutzhaft“ im KZ Dachau genommen, aus dieser wurde er jedoch aufgrund seines hohen Alters von 70 Jahren nach fünf Tagen wieder entlassen. Nach dem Krieg gehörte er dem Vorstand des Pforzheimer Gewerkschaftsbundes an und war zeitweise dessen Vorsitzender. Ebenso gehörte er dem Vorstand der Allgemeinen Ortskrankenkasse in Pforzheim an. Im Oktober 1945 wurde er zum kommissarischen Leiter des Arbeitsamtes in Pforzheim berufen.
Mit seiner Frau Hilda hatte er fünf Kinder.

## Politik
1897 trat Pöhler in die SPD ein, er gehörte auch dem Reichsbanner Schwarz-Rot-Gold an. In Pforzheim war er ab 1922 Stadtverordneter bzw. Stadtrat, 1933 wurde er Vorsitzender des SPD-Ortsvereins. Im August 1945 wurde er von der US-Militärregierung erneut in den Stadtrat berufen, sein Mandat wurde später durch Wahlen bestätigt. 1946 wurde er zunächst in die Verfassunggebende Landesversammlung und danach in den Landtag von Württemberg-Baden gewählt. Sein Mandat im Landtag legte er zum 4. Februar 1948 aus Altersgründen vorzeitig nieder.

## Ehrungen
- 1958: Bundesverdienstkreuz am Bande
- 1966: Benennung der Rudolf-Pöhler-Allee in Pforzheim-Arlinger